# Bijele udovice
Bijele udovice je hrvatski televizijski humoristično-igrani show koji je s emitiranjem krenuo u rujnu 2004. na riječkoj lokalnoj televiziji Kanal Ri. Zbog odličnog odaziva publike s Kvarnera i Istre, emisija je u svibnju 2008. prešla na državnu postaju i emitirala se unutar emisija "In Magazin" i "Red Carpet" u kraćem 15-minutnom izdanju. Voditelji emisije su Mario Lipovšek i Davor Jurkotić.

## Koncept emisije
U emisiji "Bijele udovice" autori projekta Mario Lipovšek i Davor Jurkotić interpretiraju dvije starice, Hrvaticu talijanskih korijena Mariju Pomiju i proždrljivicu muškaraca Davorku koje u 45-minutnom izdanju protresaju aktualne teme iz svijeta poznatih i slavnih, svijeta politike, glazbe itd. Unutar emisije emitiraju se i parodije na poznate hrvatske televizijske emisije ostalih TV kuća, pjevače, glumce i političare. Svaka emisija ima i specijalnog gosta.
U 1. sezoni emitiranja stalni član postave bio je i novinar i voditelj Pjer Orlić koji je tumačio lik treće starice Pjerine. Orlić se nije vratio u 2. sezoni, te je njegov lik preminuo. Pjerinina smrt spomenuta je u prvoj epizodi 2. sezone. Kao Orlićeva zamjena doveden je Ivan Corneretto koji je tumačio lik Srpkinje Živadinke Krstulović.

## Raspored emitiranja
Emisija je svoju premijeru doživjela u rujnu 2004. na riječkoj lokanoj televizijskoj postaji Kanal Ri i emitirala se u 21:00 sat. S prelaskom na Novu TV, termin emisije se mijenjao. Kad bi se "Bijele udovice" emitirale u sklopu emisije "Red Carpet", termin emitiranja bio bi 22:30 h. Ako bi se emitirale u sklopu emisije "In Magazin", termin emitiranja bio bi 17:30 ili 18:30 h.

## Kraj
Posljednja epizoda "Bijelih udovica" emitirana je 20. studenog 2009. na Novoj TV. Lipovšek i Jurkotić umirovili su likove Marije i Davorke, te umjesto njih prihvatili su novi angažman u rubrici "Red Carpeta" - "Egzorcisti".

## Vanjske poveznice
- Blog Bijelih udovica  Arhivirana inačica izvorne stranice od 6. rujna 2011. (Wayback Machine)